# Maximillion Cooper
Maximillion Cooper (Staffordshire, 1972) is een Brits zakenman.
Cooper werd in eerste instantie bekend als Armani-model, maar verwierf pas grote bekendheid toen hij de Gumball 3000 oprichtte. Cooper schreef het boek Gumball 3000 the Annual. Ook is hij eigenaar van het kledingmerk G3K. Maximillion Coopers ouders waren een muzikant en een model. 
De Gumball 3000-rally is een jaarlijks terugkerend evenement waaraan vele beroemdheden meedoen. De eerste Gumball 3000 vond plaats in 1999. Het idee voor de rally ontstond toen Cooper studeerde aan de universiteit van Sussex. Hij  richtte 'Maximillion Cooper Racing' op, waaruit later de Gumball 3000-rally ontstond. Bij de rally van 2007 vielen twee dodelijke slachtoffers. 
Maximillion Cooper woont in Londen, is getrouwd en heeft twee dochters.